# Steve Rothery
Steve Rothery (* 25. listopadu 1959 Brampton) je kytarista britské rockové kapely Marillion. Narodil se v Bramptonu, Jižní Yorkshire, Anglie. Od šesti let žije v Whitby, Severní Yorkshire.